# Karl Strobach senior

Karl Strobach senior

Karl Strobach senior (* vor 1850 in Tschachowitz; † 17. September 1905 bei Dubrovnik) war ein deutschmährischer Ingenieur und Direktor der Papierfabrik Olleschau in Olleschau/Mähren.

## Leben
Karl Strobach arbeitete als junger Ingenieur in der von den Brüdern Schmidt in Olleschau an Stelle der ehemaligen fürstlich liechtensteinische Mahlmühle errichteten Fabrik für Schreib-, Druck- und Verpackungspapier. Diese geriet  1864 in wirtschaftliche Schwierigkeiten und wurde von einer Aktiengesellschaft übernommen. Um den drohenden Konkurs  abzuwenden, entwickelte Karl Strobach im Jahre 1870 ein Projekt zur Herstellung von Zigarettenpapier. Dieses wurde von ihm erfolgreich realisiert.
In der zweiten Hälfte der siebziger Jahre hatte sich das Zigarettenpapier aus Olleschau bereits einen einzigartigen Ruf im In- und Ausland erworben. Durch sein Wirken erhielt die Papierfabrik Olleschau 1879 für die Kollektion ihrer Erzeugnisse als Auszeichnung den Ehrenpreis des k.k. Handelsministeriums in Wien.
1880 wurde Karl Strobach zum Direktor der Papierfabrik Olleschau AG ernannt. Unter seiner Leitung stieg das Unternehmen bis 1885 zum Alleinlieferanten der k.k. Österreichischen Tabakregie auf, hatte Monopolpositionen in Serbien und Griechenland inne und war durch langfristige Verträge mit der Königlich-Ungarischen und der Bosnischen Tabakregie verbunden. Die Papierfabrik Olleschau AG erhielt auf der Weltausstellung Antwerpen 1885 eine Goldmedaille, auf der Weltausstellung Paris 1900 den Grand Prix. Ad personam wurde Direktor Karl Strobach damals die große goldene Medaille verliehen.
Nachdem im September 1905 im Zuge einer Bilanzprüfung entdeckt wurde, dass es Strobach über viele Jahre hinweg Geld aus der Firma abgezweigt und das Unternehmen an den Rand der Insolvenz gebracht hatte, flüchtete er und verübte in der Nähe von Dubrovnik durch einen Sprung von einem Schiff ins Meer Suizid.
Nach seinem Tod übernahm sein Sohn Karl Strobach junior seine Funktion, der auch vorher schon im Unternehmen tätig war.